# Schuster
Schuster ("skomakare") är huvudsakligen ett tyskt och ashkenazisk-judiskt efternamn. Det finns flera stavningar av efternamnet, såsom Shuster, Šuster och Chouster.

## Kända personer
- Alon Schuster (född 1957), israelisk politiker
- Bernd Schuster (född 1959), tysk före detta fotbollsspelare och tidigare tränare för Real Madrid
- Hans-Emil Schuster (född 1934), tysk astronom
- Joe Shuster (1914-1992),  kanadensisk-amerikansk serieskapare
- Josef Schuster (född 1954), tysk-israelisk läkare och nuvarande president för judarnas centralråd i Tyskland
- Joseph Schuster (1903–1969), rysk cellist
- M. Lincoln Schuster (1897-1970), amerikansk affärsman
- Noam Shuster-Eliassi (född 1987), israelisk komiker
- Rudolf Schuster (född 1934), slovakisk politiker